# Lithobates
Lithobates är ett släkte av groddjur. Lithobates ingår i familjen egentliga grodor.

## Dottertaxa tillLithobates, i alfabetisk ordning[1]
- Lithobates areolatus
- Lithobates berlandieri
- Lithobates blairi
- Lithobates brownorum
- Lithobates bwana
- Lithobates capito
- Lithobates catesbeianus
- Lithobates chichicuahutla
- Lithobates chiricahuensis
- Lithobates clamitans
- Lithobates dunni
- Lithobates fisheri
- Lithobates forreri
- Lithobates grylio
- Lithobates heckscheri
- Lithobates johni
- Lithobates juliani
- Lithobates lemosespinali
- Lithobates macroglossa
- Lithobates maculatus
- Lithobates magnaocularis
- Lithobates megapoda
- Lithobates miadis
- Lithobates montezumae
- Lithobates neovolcanicus
- Lithobates okaloosae
- Lithobates omiltemanus
- Lithobates onca
- Lithobates palmipes
- Lithobates palustris
- Lithobates pipiens
- Lithobates psilonota
- Lithobates pueblae
- Lithobates pustulosus
- Lithobates septentrionalis
- Lithobates sevosus
- Lithobates sierramadrensis
- Lithobates spectabilis
- Lithobates sphenocephalus
- Lithobates sylvaticus
- Lithobates tarahumarae
- Lithobates taylori
- Lithobates tlaloci
- Lithobates vaillanti
- Lithobates warszewitschii
- Lithobates vibicarius
- Lithobates virgatipes
- Lithobates yavapaiensis
- Lithobates zweifeli